# 카밀라 오테센
카밀라 오테센(Camilla Ottesen, 1972년 11월 11일 ~ )은 덴마크의 텔레비전 진행자이다.